# Estado Mayor del Ejército del Aire y del Espacio (España)
El Estado Mayor del Ejército del Aire y del Espacio (EMA) es el principal órgano auxiliar de mando del Jefe de Estado Mayor del Ejército del Aire y del Espacio (JEMA), al que asiste en el ejercicio de sus competencias y en las responsabilidades que tiene asignadas, proporcionándole los elementos de juicio necesarios para fundamentar sus decisiones, traducir éstas en órdenes y velar por su cumplimiento.

## Historia
Fue creado en septiembre de 1939, al organizarse el Ministerio del Aire por Decreto de 1 de septiembre y las funciones propias de cada una de sus secciones fueron fijadas por Ley de 12 de julio de 1940 (art. 3). 
Al desaparecer el ministerio del Aire en 1977, quedó automáticamente ligado al nuevo Ministerio de Defensa que sucedió al anterior. Es el órgano encargado de proporcionar asistencia inmediata al Ministro en cuanto a organización, operaciones y logística. 

## Funciones
Las principales funciones son:[cita requerida]
- El estudio, preparación y ejecución de los planes concernientes a la guerra aérea; organización y preparación de la fuerza aérea;
- Organización de la defensa antiaérea;
- Preparación de reglamentos, normas e instrucciones;
- Preparación y dirección de las maniobras y ejercicios del Ejército del Aire y del Espacio;
- Directrices de organización del Ejército del Aire y del Espacio (reclutamiento, ascensos, régimen de personal);
- Directrices para los programas y coordinación de la enseñanza en las diferentes escuelas del Ejército del Aire y del Espacio;
- Programas de necesidades de material e infraestructuras, etc.

## Estructura
El Estado Mayor se articula en:
- La Jefatura, formada por el Segundo Jefe del Estado Mayor del Ejército del Aire y del Espacio (SEJEMA) y sus órganos de apoyo personal.
- La Secretaría General, responsable de dar apoyo al SEJEMA en la dirección del Estado Mayor. Dentro de ella, se encuentra la Secretaría Permanente del Consejo Superior del Ejército del Aire y del Espacio, que es la unidad de trabajo del citado consejo.
- La División de Planes, responsable de la organización y planeamiento global del Ejército del Aire y del Espacio a medio y largo plazo.
- La División de Operaciones, responsable del planeamiento, coordinación y control general de los objetivos a alcanzar en cuanto a la preparación de las unidades.
- La División de Logística, responsable del planeamiento, coordinación y control general de los objetivos a alcanzar en cuanto al apoyo logístico.